# The Den

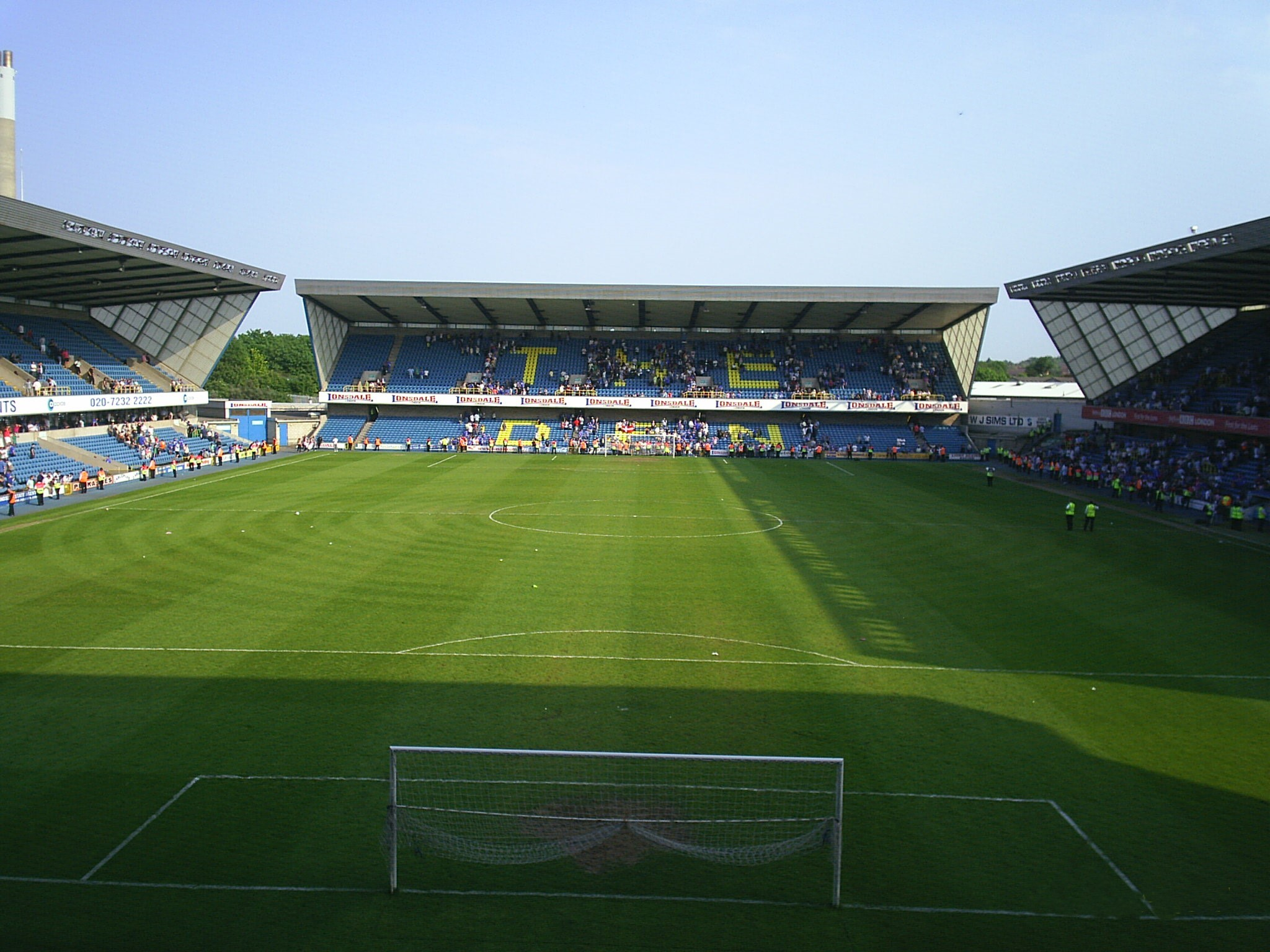
The New Den.

The Den (tidigare kallad  The New Den), är den engelska fotbollsklubben Millwall FC:s hemmaarena, belägen i Bermondsey i sydöstra London. Av supportrarna kallas arenan vanligen kort för The Den.
Arenan började byggas 1991 och blev klar 1993. Arenans publikkapacitet är 20 146 personer.
Klubbens gamla arena hette också The Den, men låg vid New Cross och hade 48 000 platser, av dessa var dock endast 4 800 sittplatser. Begreppet "New Cross Vibrations" skapades av klubbens förr fruktade supportrar. Många spelare har vittnat om att de känt stort obehag för att spela bortamatch just på The (Old) Den.

## Läktare
Den 20 januari 2011 döptes den östra läktaren på The Den om till Dockers Stand, som hyllar Millwalls tidigare historia och supporterskara av hamnarbetare (dockers) vid Themsen. Den södra läktaren är känd som Cold Blow Lane Stand, vilket var namnet på gatan som gick till The Old Den. Den norra läktaren (North Stand) är för bortasupportrar, och den västra läktaren döptes om till Barry Kitchener Stand, namngiven efter den spelare som spelat längst tid i Millwalls historia. På läktaren finns bland annat platser för press och executive seats.